# Idiogramm

Idiogramm des menschlichen Y-Chromosoms

Ein Idiogramm (Begriffszeichen) ist die schematisierte grafische Darstellung der Bänderung der Chromosomen des haploiden Chromosomensatzes oder Karyotyps. 
Der Begriff Idiogramm sollte nicht mit dem Begriff Ideogramm (Schriftzeichen, das einen bestimmten Gegenstand darstellt) verwechselt werden.
In Idiogrammen stellen die dunklen Bereiche stets G-Banden dar. Die weißen Bereiche stellen die R-Banden dar, die nämlich den Giemsa-Farbstoff nicht annehmen. Bereiche aus repetitiven Elementen werden manchmal schraffiert dargestellt.
Idiogramme werden mit standardisierten Bezeichnungen für diese chromosomalen Regionen (Bänderung) versehen. Beim Menschen setzt sich diese  Bezeichnung aus folgenden Elementen zusammen: Nummer oder Buchstabe des Chromosoms, p oder q für den jeweiligen Arm (p für petit), sowie Zahlen, die vom Centromer aus aufwärts zählen. Zur feineren Unterscheidung können die Zahlen mehrere Stellen haben. Die Abbildung zeigt das Y-Chromosom. Die Bande Yp11.31 ist demnach eine Unterbande von Yp11. Die Bezeichnung „Yp“ steht entsprechend für den gesamten kurzen Arm des Y-Chromosoms. Centromerregionen werden auch mit c bezeichnet (Yc). Telomerbereiche werden der Einfachheit halber gerne mit tel (etwa Yptel oder Yqtel) und telomernahe Bereiche mit ter (Ypter) bezeichnet.